# Грађански рат у Ингушетији
Рат у Ингушетији почео 2007. године као ескалација побуне у Ингушетији повезана са сепаратистичким сукобом у Чеченији. Сукоб је описан као грађански рат од стране локалних активиста за људска права и опозиционих политичара, док су остали о њему говорили као устанку.. До средине 2009. године, сукоб у Ингушетији је превазишао сукоб у Чеченији као и већину Северно Кавкаским републикама Међутим, до 2015. године побуњеници у Републици Ингушетији у великој мери ослабљен, а број жртва знатно опао.

## Историја сукоба
Дана 26. јула 2007. године, масивна безбедносна операција је покренута у Ингушетији, која је изазвана низом напада укључујући и покушај атентата на председника Мурата Зијазикова пет дана раније. Москва је послала додатних 2.500 војника, скоро троструко више од броја специјалних снага у Ингушетији.. У наредних неколико дана, стотине људи је ухапшено у рацијама, док је неколико официра безбедности убијено и рањено у даљим нападима. До октобра 2007. године, полицијске и безбедносне снаге у Ингушетији су издале наређење да се заустави информисање медија о било каквим "инциденатима терористичке природе"
У 2008. години, Магомед Јевлојев, власник веома критичног опозиционог сајту Ingushetia.ru, убијен је у полицијском притвору. Последице убиства обележиле су пораст броја сепаратистичких активности и анимозитета према Русији и Русима међу Ингушетским становништвом. У центру овог спора је непопуларнаи председник Мурат Зиазиков, бивши КГБ-ов генерал који је критикован и од стране група за људска права и неких у руској влади.. Ингушетијски министар унутрашњих послова Муса Медов је био мета бомбаша-самоубице у октобру 2008. године Eventually, Zyazikov was asked to resign. На крају, од Зиазикова је затражено да поднесе оставку. Дана 30. октобра 2008. године, руски председник Дмитриј Медведев потписао је декрет да уклони Зиазикова из канцеларије и замени га са потпуковником Јунус-Бек Јевкуровим. Ово је поздравила ингушетска опозиција као победу
Међутим, насиље није прекинуто. Према полицијским изворима, скоро 50 људи (укључујући и 27 побуњеника, 18 полицајаца и два цивила) је погинуло у скоро свакодневним сукобима у овој малој републици ( која броји мање од 500.000 становника) у прва три месеца 2009. године у атентатима и покушајима атентата на личности од високог профила. Дана 10. јуна 2009. гопдине Аза Газгирејев., заменик главног начелника Врховног суда Ингушетије, убијен је, а 13. јуна бивши заменик премијера Башир Аушев је убијен испред своје куће. Председник Ингушетије Јевкуров је озбиљно рањен у бомбашком нападу бомбаша самоубице 22. јуна, а министар за изградњу Руслан Амерханов је убијен у својој канцеларији у августу У октобру 2010. године, огранак у Ингушетији исламистичке групе Кавкаског Емирата најавиле су мораторијум на убијање полицајаца; према риечима председника Јевкурова, 400 полицајаца је убијено у Ингушетији у пет година до 2. октобра 2010. године.
Након 2010. године, ниво насиља у Ингушетији је почео да опада и тај се тренд наставио., тако да са укупним жртвама у Републици пада за више од 60 одсто од 2013. до 2014. године. У 2014. години побуњенички лидер Артур Гетагазхев је убијен од безбедносних снага. Средином 2015. године, Јевкуров изјавио је да је побуна у Републици је угушена. Он је рекао да се 80 бораца из групе предало и дата им је амнестију, а преостали су активни побуњеници сведени на знатно смањени број Разлози за овај пад, који се огледа шире током побуне на Северном Кавказу, укључени су смрт високих команданата побуњеника, повећано циљање од стране снага безбедности на нападе инфраструктуре од стране побуњеника, и егзодус побуњеника у другим зонама сукоба.